# Eupithecia cichisa
Eupitecia cichisa es una especie de polilla de la familia Geometridae. La especie fue descrita por primera vez por Louis Beethoven Prout en 1939 y se puede encontrar distribuido en China.